# 明智光綱
明智 光綱（あけち みつつな）は、戦国時代の武将。土岐氏の庶流・明智氏。明智光継（頼典）の子。明智光秀、明智信教、明智康秀らの父と伝わる。

## 生涯
明智氏は美濃国・土岐氏の支流。東美濃を本拠とする。初め、父と共に斎藤道三に仕え、のち道三に居城の美濃明智城を攻められ討死したといわれるが（『細川家記』）、真偽は不明。『明智軍記』などによると、光綱について明智光秀の父との記述が見られる。光綱死去の折に光秀はまだ若年で、その成人まで明智光安が明智城主として後見したという。
『明智氏一族宮城家相伝系図書』では、本名は「光隆」とされる。光綱（『系図纂要』）、光国（『続群書類従本』）と諸系図で名前すら一致せず、光秀を土岐氏の末流に連ねることを疑問視する見解もある。また、小林正信は、光秀の父とされる人物を史料上から見出すことはできない、と述べている。
その光秀の誕生時期にも諸説があり、光綱が光秀の父であったのか、現在でも確たる立証はされていない。

## 登場作品
- NHK大河ドラマ
  - 国盗り物語（1973年、演：御木本伸介）
  - 麒麟がくる（2020年、演：尾関伸次）